# Scartown
«Scartown» — российская музыкальная группа, играющая в стиле модерн-метал/металкор.
Коллектив образовался в январе 2005 года после распада группы The Neverland. Из состава остались вокалист Станислав «Joker» Рыбалкин и клавишник Максим «AJ» Аджигитов. Дебютный альбом группы «Легенды большого города», был высоко оценен ведущими российскими изданиями, побывал на первом месте Топ-100 ведущего российского метал-журнала «Dark City», а сама группа была признана читателями «открытием года». Мастеринг дебютного альбома сделал именитый шведский звукоинженер и продюсер Дан Сванё, известный по своим работам с Edge of Sanity, Nightingale, Bloodbath. Оформление альбома исполнил венгерский художник Дьюла Хаванчак, работавший с такими группами, как Annihilator, Grave Digger, Destruction. В начале 2007 года немецкий художник Аксель Херманн (Iced Earth, Sodom, Stratovarius) специально для группы создал эмблему. 26 мая 2007 года лейбл Irond Records ограниченным тиражом издал ЕР группы под названием «Вертикальный Предел», в который вошли 4 новые песни и англоязычные версии лучших треков дебютной работы. В ноябре 2008 года группа выпускает на Irond свой второй полноформатный студийный альбом «Крик мертвой свободы». Продюсирование, сведение и мастеринг альбома выполнил именитый европейский продюсер Jonas Kjellgren, известный по работе с Sonic Syndicate и Scar Symmetry. Шокирующее оформление для альбома вновь подготовил Дьюла Хаванчак.
27 июня 2012 группа объявила о прекращении деятельности по причине разногласий.
14 января 2013 скончался вокалист группы SCARTOWN, Станислав «Joker» Рыбалкин.

## Состав
- Станислав «Joker» Рыбалкин — вокал
- Максим «AJ» Аджигитов — клавишные, семплы, чистый вокал
- Иван «Mack» Макаров — бас
- Вячеслав Ким — гитара
- Юрий Бобырев — гитара
- Андрей Лаврененко — барабаны

## Дискография
| Название                 | Год выпуска | Лейбл                 |
| ------------------------ | ----------- | --------------------- |
| Легенды большого города  | 2006        | Molot/Irond           |
| Вертикальный предел (EP) | 2007        | Molot/Irond           |
| Крик мёртвой свободы     | 2008        | Irond                 |
| Там, где время молчит    | 2011        | Sound Age Productions |